# Hans Peter Schlickewei

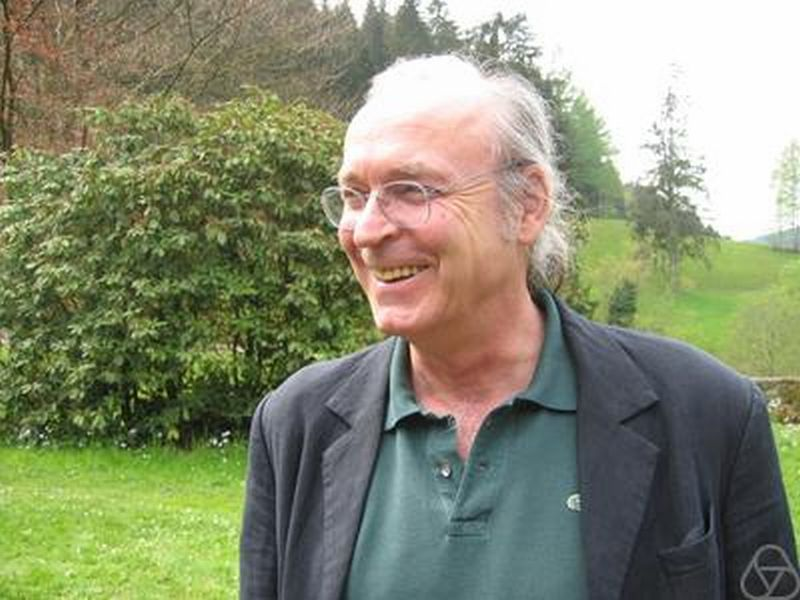
Hans Peter Schlickewei, Oberwolfach 2007

Hans Peter Schlickewei (* 1947) ist ein deutscher Mathematiker, der sich mit Zahlentheorie (Theorie Transzendenter Zahlen) befasst. Er ist Hochschullehrer an der Philipps-Universität Marburg.
Schlickewei wurde 1975 an der Albert-Ludwigs-Universität Freiburg bei Theodor Schneider promoviert (Approximation algebraischer Zahlen durch rationale Zahlen).
Er bewies 1976 die p-adische Verallgemeinerung des Subspace-Theorems von Wolfgang Schmidt.
1998 war er eingeladener Sprecher auf dem Internationalen Mathematikerkongress in Berlin (The Subspace Theorem and Applications).

## Schriften
- Die p-adische Verallgemeinerung des Satzes von Thue-Siegel-Roth-Schmidt, J. Reine Angew. Math., Band 288, 1976, S. 86–105
- S-unit equations over number fields, Invent. Math., Band 102, 1990, S. 95–107
- The multiplicity of binary recurrences, Invent. Math., Band 129, 1997, S. 11–36
- mit W. Schmidt: Number of solutions of polynomial-exponential equations, Compositio Math., Band 120, 2000, S. 193–225
- Approximation of algebraic numbers, in: D. Masser, Yu. V. Nesterenko, W. Schmidt, M. Waldschmidt: Diophantine Approximation, Lectures CIME Summer School 2000, Springer 2003